# Klaus Salmutter
Klaus Salmutter (Graz, 3 gennaio 1984) è un ex calciatore austriaco, di ruolo attaccante.

## Palmarès
- Coppa d'Austria: 1

Sturm Graz: 2009-2010
- Campionato austriaco: 1

Sturm Graz: 2010-2011